# 張曼娟
張曼娟（ちょう まんけん）は台湾の小説家、東呉大学中国文学科教授。在香港台北経済文化弁事処新聞組(元 光華新聞文化センター）元組長。本籍は河北省唐山市豊潤区。
世新報業行政科（現在のは世新大学伝播管理学系）を卒業後、東呉大学中国文学系、東呉大学中国文学修士、博士を取得。「全国学生文学賞」小説金賞、教育部「文芸創作」小説金賞、中華文学散文賞金賞及中興文藝獎章などを受賞し高い評価を獲得した。
張曼娟を代表する小説として1985年に発表された『海水正藍』がある。これは台湾社会を女性の視点で描写しており、台湾文学に大きな影響を与えた。2005年には短編小説集『芬芳』を発表、これが認められで東呉大学中文系教授に就任、「古典小說」、「現代散文」、「現代小說」などの講義を担当している。

## 作品

### 小説
- 『海水正藍』
- 『笑拈梅花』
- 『鴛鴦紋身』
- 『我的男人是爬虫類』
- 『火宅之猫』
- 『喜歓』
- 『彷彿』
- 『芬芳』
- 『張曼娟妖物誌』

### 散文
- 『縁起不滅』
- 『百年相思』
- 『人間煙火』
- 『風月書』
- 『夏天赤著脚走来』
- 『青春』
- 『黄魚聴雷』
- 『不説話只作伴》
- 『天一亮，就出発』
- 『你是我生命的缺口』
- 『噹！我們同在一起』
- 『那些美好時光』

### エッセイ
- 『愛情可遇更可求』
- 『温柔双城記』
- 『女人的幸福造句』
- 『幸福号列車』
- 『呼喊快楽』
- 『曼調斯理』
- 『永恒的傾訴』

### 詩集
- 『愛情詩流域』
- 『時光詞場』
- 『人間好時節』
- 『此物最相思』

### 張曼娟小説流
《柔らかな神殿》

### 張曼娟奇幻学堂
《僕の家は風火輪がある》、《火裡來，水裡去》、《花が咲く》、《看我七十二変》

### 張曼娟成語学堂
《野蠻の遊び方》、《捜獸記》、《我は光》、《爺爺泡的茶》、《太いフワフワ》、《完璧な特務》、《山米と浪花の夏天》、《星星壊掉了》

### その他
- 有声作品：『遇見小王子』、『張曼娟小学堂』
- 学術論文：『古典小説的長河』、『唐伝奇之人物刻劃』、『明清小説評点之研究』
- 主編著作：『白話中国古典小説全集』、『朝読10分：成長故事集』